# Институт археологии имени А. Х. Халикова
Институт археологии имени Альфреда Хасановича Халикова Академии наук Республики Татарстан (Институт археологии им. А. Х. Халикова АН РТ) является одним из трёх ведущих археологических академических институтов на территории Европейской части Российской Федерации и единственным институтом на территории Поволжья.

## История создания
Обособленное подразделение «Институт археологии им. А. Х. Халикова» ГНБУ «Академия наук Республики Татарстан» было образовано в 2013 году приказом Президента Академии наук РТ № 28 от 05.07.2013 года. Штатное расписание ОП «Институт археологии им. А. Х. Халикова» введено в действие с 01 апреля 2014 года и именно с этой даты начинается финансово-хозяйственная деятельность Института. Начальник структурного подразделения: Ситдиков Айрат Габитович

## Направления научной деятельности
1. Преемственность и трансформация археологических культур Урало-Поволжья
  1. Экологическая адаптация и хозяйственно-культурное развитие древних сообществ Поволжья и Прикамья (реконструкция палеоландшафтов, палеопочв, палеорастительности, системы расселения и основных направлений хозяйственной и производственной деятельности древнего населения на основе комплекса археологических и естественнонаучных методов).
  2. Хронология древностей эпохи палеометалла, раннего железного века и эпохи Великого переселения народов (с применением археологических и естественнонаучных методов).
  3. Население Волго-Уральского региона в этнокультурном, социальном, антропологическом и генетическом отношении.
  4. Население средневековых городов Среднего Поволжья: формирование физического облика и реконструкция особенностей жизнедеятельности по данным антропологии, генетики и архебиологии.
  5. Антропология и особенности жизнедеятельности древнего и средневекового населения Среднего Поволжья и сопредельных территорий.
  6. Антропология населения степей Евразии эпохи средневековья.
  7. Палеоэпидемиология и особенности здоровья древнего и средневекового населения Среднего Поволжья и сопредельных территорий.
  8. Древняя и средневековая агрокультурная традиция населения Среднего Поволжья и сопредельных территорий.
2. Народы Волго-Уральского региона в системе средневековых цивилизаций Евразии. Великий шелковый путь
  1. Болгары в Восточной Европе VIII—X вв.
  2. Археологические памятники Волжской Булгарии в Х — начале XIII вв. и их изучение.
  3. Историческая география Золотой Орды.
  4. Археологические памятники Среднего Поволжья XV—XVIII вв.
  5. Международная ассоциация мусульманской археологии.
3. Археология Татарстана: сохранение, история изучения, музеефикация
  1. Археологическое наследие Татарстана: опыт сохранения и изучения.
  2. Система управляемых баз данных в археологическом вещеведении и источниковедении, научная каталогизация: фонды, коллекции, артефакты.
4. Археометрия
  1. Изучение и сохранение археологических музейных предметов.
  2. Изучение и сохранение объектов из дерева острова-града Свияжска.
  3. Изучение и сохранения объектов из кожи.
  4. Изучение и сохранение объектов из археологического текстиля.[1]

## Основные направления деятельности
Актуальным направлением деятельности Института является организация и проведения комплексных охранно-спасательных археологических исследований. В 2014—2018 годах были обследованы значительные площади территории Республики Татарстан на наличие объектов культурного наследия (520 га). Всего в рамках проведения археологических исследований Институтом археологии АН РТ в Министерстве культуры РФ было получено 71 открытый лист (разрешение) на проведение археологических спасательных работ. Проведены исследования в виде археологических раскопок более чем 250 объектах археологического наследия (Республика Калмыкия, Республика Крым, Республика Татарстан, Ставропольский край, Саратовская область, Тюменская область, Ульяновская область) общей площадью более 5000 кв.м. Исследований в виде археологических наблюдений на объектах культурного наследия площадью более 10 000 кв.м.
Институт в состоянии решать археологические и исторические исследовательские задачи любой сложности. В основе реализации направлений научно-исследовательской деятельности Института археологии им. А. Х. Халикова лежат принципы и концепции, заложенные в
- Стратегию национальной политики в РФ
- Стратегию развития науки в РФ
- Концепцию национальной политики в РТ,
- Государственные программы и проекты в области изучения историко-культурного наследия.

Институт археологии им. А. Х. Халикова АН РТ академическая организация которая продолжит традиции отечественной науки в области историко-археологических исследований обобщающего фундаментального характера. Одной из сильнейших достоинств, которой является способность подготовки и издания комплексных, междисциплинарных обобщающих трудов, ставящих крупные задачи по координации научных программ и исследований, результатами которых стали многотомные академические издания мультирегионального характера.
Концептуальная основа работы Института археологии им. А. Х. Халикова АН РТ это синтез современных археологических, историко-антропологических и палеоэкологических исследований. Подобный новаторский подход предполагает проведение на новом методическом уровне дополнительных изысканий с самым широким привлечением данных естественных наук — физической антропологии, генетики и микробиологии. Это позволяет на современном самом высоком академическом уровне более масштабно взглянуть на гуманитарные данные археологии и истории, но при этом верифицировать их методами естественных наук получив в итоге комплексную основу для комплексной реконструкции истории населения Волго-Уральского региона с древности до раннего Нового времени.

## Археологическая школа
Институт археологии им. А. Х. Халикова АН РТ совместно с Казанским (Приволжским) федеральным университетом в 2014 году приняли решение о проведении ежегодной Международной археологической школы на базе Болгарского государственного историко-архитектурного музея-заповедника.
Целью организации школы является консолидация отечественных и зарубежных научных и образовательных ресурсов для внедрения новейших достижений мировой науки в практику изучения и сохранения историко-культурного наследия народов Евразии.
Наряду с научно-практической работой в рамках лабораторий по направлениям, программа школы предполагает проведение общего курса лекций по вопросам теории и методики сохранения и изучения историко-культурного наследия, а также современных технологий полевых исследований.
Участники школы также получают возможность провести исследовательские проекты на специализированных площадках школы под руководством ведущих российских и зарубежных преподавателей, а также опубликовать результаты своих исследований в сборнике материалов Международной археологической школы, который входит в РИНЦ.
Школа традиционно заканчивается итоговой конференцией, где участники получают возможность представить результаты своих исследовательских проектов.

## Научно-издательская деятельность
Периодические издания:
- «Поволжская Археология» — международный рецензируемый журнал, посвященный проблемам археологии и смежным дисциплинам. Журнал выпускается с 2012 года.[3]
- «Археология Евразийских степей» — международный рецензируемый научный журнал, посвященный узловым проблемам археологии степной Евразии различных эпох и смежных исторических и естественнонаучных дисциплин. Журнал выходит шесть раз в год на русском языке. Все публикации рецензируются и сопровождаются кратким резюме на русском и английском языках.[4]

Серийные издания:
- «Археология евразийских степей». 25 выпусков
- «Археология Поволжья и Урала: материалы и исследования». 3 выпуска

Издания:
- Попов А. В., Петрова Л. Л., Иванова Г. О., Шургин И. Н. Троицкая церковь: История. Исследование. Реставрация / отв. ред. А. Г. Ситдиков. — Казань: ООО «Главдизайн», 2018. — 252 с.
- Федоров-Давыдов Г. А., Мухаметшин Д. Г. Каратунский клад джучидских монет XIV века / Г. А. Федоров-Давыдов, Д. Г. Мухаметшин. — Казань: Изд-во Казан. ун-та; М.: Палеограф, 2018. — Т. 1. — 384 с.
- Тюменское и Сибирское ханства / под ред. Д. Н. Маслюженко, А. Г. Ситдикова, Р. Р. Хайрутдинова. — Казань: Изд-во Казан. ун-та, 2018. — 560 c.
- Казачество в тюркском и славянском мирах: колл. монография / отв. ред. В. В. Грибовский, В. В. Трепавлов; Институт археологии им. А. Х. Халикова АН РТ. — Казань, 2018. — 804 с., 48 с. ил.
- А. Г. Ситдиков, И. Л. Измайлов Музейный парк: Путеводитель по музейному парку БГИАМЗ. — Казань: ООО «ГЛАВДИЗАЙН», 2018. — 112с.
- Коваль В. Ю., Русаков П. Е. Исследования фортификации города Болгара в 2014—2015 годах / Материалы и исследования по археологии Великого Болгара. Том. II. — Москва-Казань, 2018. −160 стр., илл.
- Беляев Л. А., Елкина И. И., Лазукин А. В. Малый городок Великого Болгара: исследования 1981—1983 и 2011—2015 годов / Материалы и исследования по археологии Великого Болгара. Том. I. — Москва-Казань, 2018. — 136 стр., илл.
- Георги Владимиров. Серьги в виде знака вопроса из Болгарии (XIII—XIV вв.): о материальных следах куманов и Золотой Орды в культуре Второго Болгарского царства / Отв.ред. А. Г. Ситдиков, С. Г. Бочаров. — Казань: ИА АН РТ, 2018. — 128 с.